# Sistemul de Analiză a Riscurilor în Punctele Critice de Control
Sistemul de Analiză a Riscurilor în Punctele Critice de Control (engleză Hazard analysis and critical control points sau HACCP) este o lucrare scrisă ce conține o serie de norme de igienă ce trebuie respectate și implementate de orice persoană juridică care dorește să desfăsoare activități de alimentație publică în țările Uniunii Europene. Acesta presupune a abordare sistemică a riscurilor și a măsurilor corective menite să elimine orice potențial risc asociat cu siguranța alimentara.  In România acest ghid este necesar pentru obținerea autorizației sanitar veterinară emisă de Autoritatea Națională Sanitar Veterinară Și Pentru Siguranța Alimentelor. Sistemul HACCP a fost inventat de NASA pentru programele sale spațiale pentru a se asigura că mâncarea trimisă în spațiu este sigură pentru consumul astronauților. Ulterior acest sistem a fost implementat în toate activitățile din industria alimentației publice. În țarile Uniunii Europene normele HACCP au fost impuse prin Directiva Consiliului European Nr. 93/43 publicată ulterior in regulamentul Uniunii Europene sub nr. 852/2004.

### Standarde aplicabile
Principiile HACCP se bazează în principal pe standardul international ISO 22000:2018 standard ce conține toate rigorile siguranței alimentare aplicabile la nivel mondial. În metodologia HACCP sunt prezente și alte standarde ce vizează siguranța alimentară.

### Principii HACCP
- Analiza identificare riscuri
- Identificarea punctelor critice de control
- Stabilirea limitelor critice pentru punctele critice de control identificate
- Monitorizarea punctelor critice
- Elaborarea măsurilor corective
- Implementarea sistemului HACCP
- Înregistrare rezultate
- Monitorizare

### Domenii de aplicare
- Restaurante
- Fast Food-uri
- Catering-uri
- Măcelarii
- Magazine alimentare
- Pescarii
- Cofetarii
- Patiserii

## Vezi și
- Codex Alimentarius

## Legături externe
- International Haccp Alliance Arhivat în 8 decembrie 2010, la Wayback Machine.
- NEM Haccp Summit
- Regulamentul Uniunii Europene Nr. 852/2004[nefuncțională]
- Autoritatea Națională Sanitară Veterinară Și Pentru Siguranța Alimentelor Arhivat în 12 martie 2017, la Wayback Machine.